# Francavilla Fontana
Francavilla Fontana är en ort och kommun i provinsen Brindisi i regionen Apulien i Italien. Kommunen hade 36 358 invånare (2017).